# Benjamin Lense
Benjamin Lense (* 30. November 1978 in Lich) ist ein ehemaliger deutscher Fußballspieler.

## Sportlicher Werdegang
Er begann das Fußballspielen beim SV Harbach im Landkreis Gießen, ehe er über den VfR Lich zu Eintracht Frankfurt wechselte. Über Dynamo Dresden, wo er zusammen mit seinem Bruder Sascha spielte, kam er in die Regionalliga zum SV Darmstadt 98. Von dort schaffte er den Sprung zu Arminia Bielefeld, wo er zwei Jahre in der Bundesliga und ein Jahr in der 2. Bundesliga spielte. Seit der Saison 2005/06 war er für den 1. FC Nürnberg aktiv.
In der Sommerpause 2006 wechselte Benjamin Lense zum Bundesliga-Aufsteiger VfL Bochum, den er zur Saison 2007/08 in Richtung Hansa Rostock verließ. Mit Rostock stieg Lense im Sommer 2008 in die 2. Bundesliga ab; im März 2009 wurde er in die Reservemannschaft der Hanseaten versetzt. Zur Saison 2009/10 wechselte Benjamin Lense zur TuS Koblenz. Zur Saison 2010/11 wechselte er zurück zu Arminia Bielefeld, wo er einen Kontrakt über zwei Jahre unterschrieb. Nach einer Meniskusverletzung in der Hinrunde und wiederholten Knieproblemen bestritt er nur zwei Saisonspiele.
Nach dem Abstieg der Arminia aus der zweiten Bundesliga als Tabellenletzter der Saison 2010/11 erhielt er keinen neuen Vertrag und entschloss sich dazu, seine aktive Karriere aufgrund der vielen Verletzungen zu beenden.
Im Herbst 2002 schaffte er den Sprung in das damals neu gegründete Team 2006 des DFB.
Seit der Saison 2013/2014 ist Lense Jugendtrainer der U15 beim DSC Arminia Bielefeld.